# Jan Mertens (Gewerkschafter)

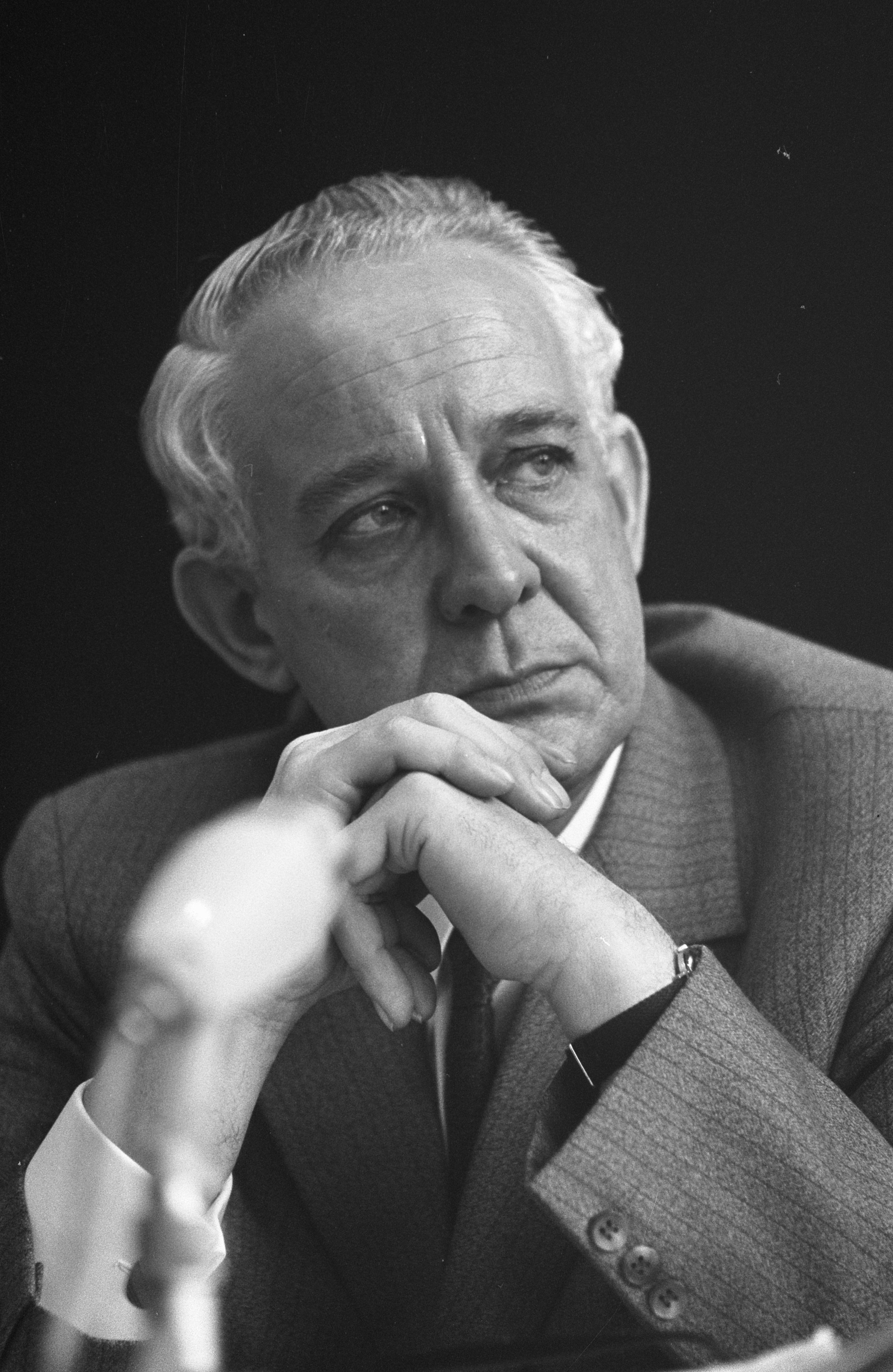
Jan Mertens (1968)

Petrus Josephus Johannes „Jan“ Mertens (Geburtsname: Petrus Josephus Johannes van den Berk; * 14. Juli 1916 in Heerlen, Provinz Limburg; † 2. August 2000 in Oosterhout, Provinz Noord-Brabant) war ein niederländischer Gewerkschaftsfunktionär und Politiker der Katholieke Volkspartij (KVP), der unter anderem von 1964 bis 1973 Vorsitzender des Niederländischen Katholischen Gewerkschaftsbundes NKV (Nederlands Katholiek Vakverbond) war und in dieser Position die Zusammenarbeit mit anderen Gewerkschaften anstrebte.
Als Vorstandsmitglied der KVP lehnte er im November 1966 den Sturz des Kabinetts Cals ab und erregte 1968 Aufsehen mit seiner Aussage, dass die Wirtschaftsmacht in den Niederlanden in den Händen von etwa 200 Menschen (De Tweehonderd van Mertens) liege. Er war zwischen 1973 und 1977 im Kabinett Den Uyl Staatssekretär im Sozialministerium war und konnte in dieser Zeit abgesehen vom Allgemeinen Behindertengesetz nur wenige greifbare Ergebnisse erzielen.

## Leben

### Herkunft, Drucker und Vorsitzender der Gewerkschaft NKV

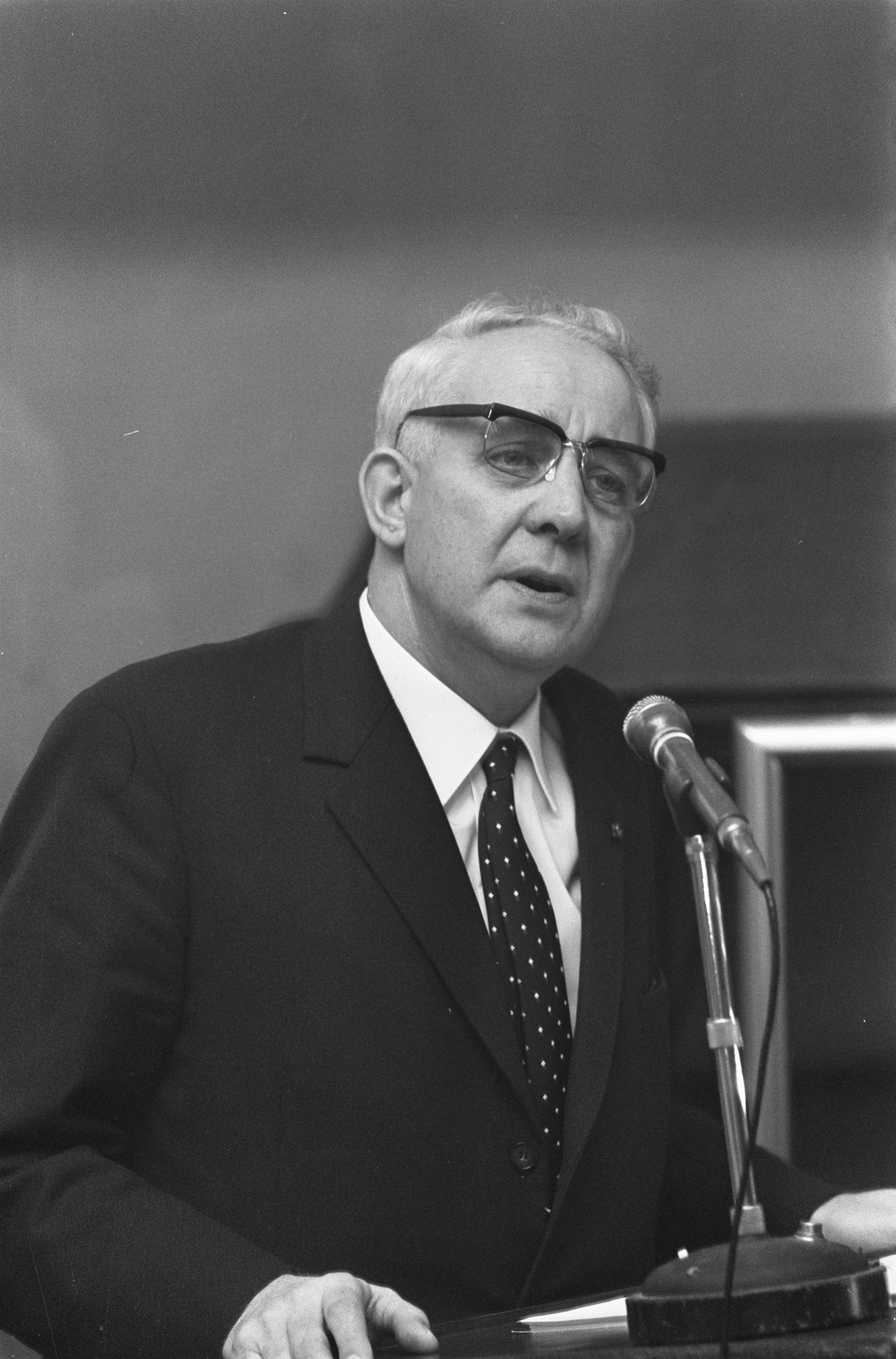
Mertens bei einer Rede als NKV-Vorsitzender (18. Dezember 1967).

Petrus Josephus Johannes „Jan“ van den Berk, der aus der außerehelichen Affäre seiner Mutter mit einem Notar stammte, nahm nach der Heirat seiner Mutter am 9. November 1916 mit Adrianus Mertens 1. Dezember 1916 dessen Familienname Mertens an. Nach sein Stiefvater die Familie 1926 verlassen hatte, wuchs er in ärmlichen Verhältnissen auf. Danach arbeitete er als Zehnjähriger als Lebensmittellieferant und nach dem Besuch der Grundschule in einer Druckerei. Er wurde Mitglied der Jonge Werkman, einer katholischen Jugendbewegung für Sport, Spiel und Schauspiel. Ende der 1930er Jahre trat er in die Römisch-katholische Arbeitergewerkschaft RKWV (Rooms-Katholiek Werkliedenverbond) ein und war für diese zunächst nur in Breda tätig, später auch landesweit. Er machte Karriere in der katholischen Arbeiterbewegung und gewann mehr Aufmerksamkeit in der sozioökonomischen Interessenvertretung.
Nachdem er zwischen September 1963 und dem 22. Juni 1964 Vize-Vorsitzender der Katholischen Arbeiterbewegung KAB (Katholieke Arbeidersbeweging) war, wurde er des Niederländischen Katholischen Gewerkschaftsbundes NKV (Nederlands Katholiek Vakverbond) war, wurde er am 22. Juni 1964 als Nachfolger von Toon Middelhuis als Vorsitzender des Niederländischen Katholischen Gewerkschaftsbundes NKV (Nederlands Katholiek Vakverbond), der am 1. Januar 1964 aus der KAB entstanden war. Er bekleidete diese Funktion bis zu seiner Ablösung durch Wim Spit am 11. Mai 1973. In dieser Position strebte er die Zusammenarbeit mit dem Nationalen Verband des Gewerkschaftsvereinigungen NVV (Nederlands Verbond van Vakverenigingen) an. Zusammen mit dem Christlichen Nationalen Gewerkschaftsbund CNV (Christelijk Nationaal Vakverbond) und dem  Nationalen Verband des Gewerkschaftsvereinigungen NVV (Nederlands Verbond van Vakverenigingen), jedoch auf Initiative des NKV, wurde Ende 1972 beschlossen, aus diesen drei Gewerkschaftsverbänden einen Verband zu gründen. Der NKV hatte damals etwa 400.000 Mitglieder, die sich auf 12 Gewerkschaften wie der Industriegewerkschaft (Industriebond NKV), die Bau- und Holzgewerkschaft (Bouw- en houtbond NKV) und den Katholischen Verband der Staatsbediensteten KABO (Katholieke Bond van Overheidspersoneel) verteilten. Als Vorsitzender der römisch-katholischen Gewerkschaftsbewegung wurde er als Mitglied in den Sozial-Ökonomischen Rat SER (Sociaal-Economische Raad) und die Arbeitsstiftung (Stichting van de Arbeid) berufen, ein nationales Beratungsgremium der zentralen Arbeitgeber- und Arbeitnehmerorganisationen. 

### Staatssekretär im Sozialministerium

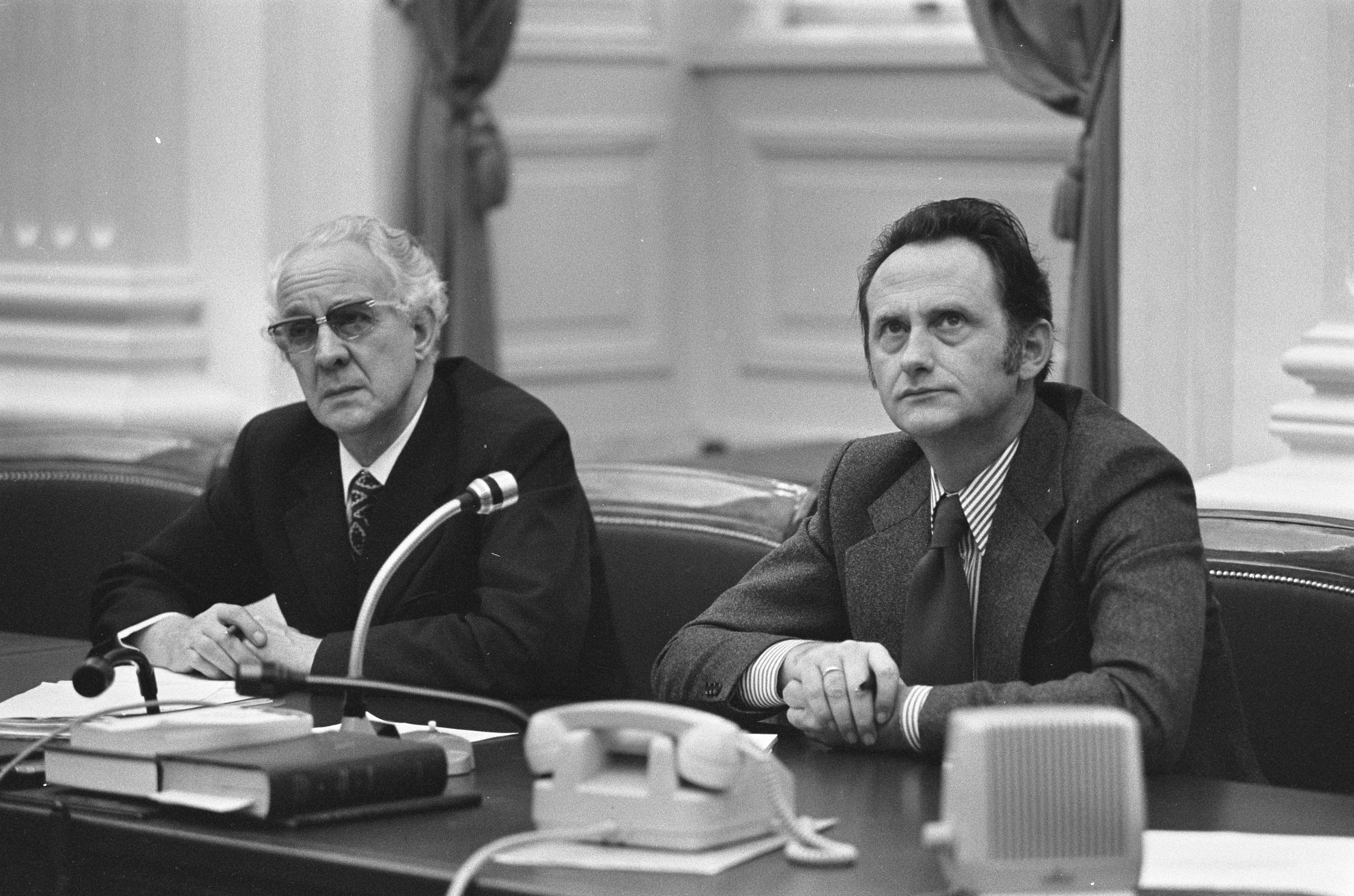
Staatssekretär Mertens mit dem damaligen Sozialminister Jaap Boersma während einer Debatte in der Zweiten Kammer der Generalstaaten (8. November 1973).

Neben seinen Funktionen in der Gewerkschaftsarbeit engagierte sich Jan Mertens als Vorstandsmitglied der Katholieke Volkspartij (KVP). Als solcher lehnte er im November 1966 den Sturz des Kabinetts Cals ab und schied aus Unzufriedenheit mit dem Sturz des Kabinetts aus dem KVP-Vorstand aus. Er erregte am 19. Oktober 1968 in einer Rede in Sneek Aufsehen mit seiner Aussage, dass die Wirtschaftsmacht in den Niederlanden in den Händen von etwa 200 Menschen (De Tweehonderd van Mertens) liege. Er sprach sich im Februar 1973 als NKV-Vorsitzender für die Bildung des Kabinetts Den Uyl aus.
Nach Beendigung seiner Amtszeit als Vorsitzender des NKV übernahm Mertens am 11. Mai 1973 im Kabinett Den Uyl das Amt als Staatssekretär im Sozialministerium (Staatssecretaris van Sociale Zaken) und war als solcher bis zum 19. Dezember 1977 zuständig für soziale Sicherheit. Er konnte in dieser Zeit abgesehen vom Allgemeinen Behindertengesetz (Algemene Arbeidsongeschiktheidwet) nur wenige greifbare Ergebnisse erzielen.
Während seiner Amtszeit als Staatssekretär wurde 1975 das Memorandum zur freiwilligen Alterssicherung nach dem Altersrentengesetz 1919 VOV (Vrijwillige ouderdomsverzekering ingevolge de Ouderdomswet) veröffentlicht, das eine Präferenz für die Verbesserung des VOV ausdrückte. Aufgrund eines Antrages des KVP-Politikers Ben Hermsen stimmte die Zweite Kammer der Generalstaaten jedoch für die Auflösung der VOV. 1976 legte Mertens gemeinsam mit Sozialminister Jaap Boersma, Finanzminister Wim Duisenberg und dem Staatssekretär im Finanzministerium Martin van Rooijen einen Gesetzentwurf zur Ablösung des Kindergeldes durch eine Erhöhung des Kinderzuschlages und ab 1979 auch durch eine Erhöhung des Kinderzuschlages für das vierte und jedes weitere Kind vor. Das Gesetz wurde verabschiedet und 1978 im Staatsblad von Sozialminister Wil Albeda, dem Staatssekretär im Sozialministerium Louw de Graaf und dem Staatssekretär im Finanzministerium Adriaan Nooteboom veröffentlicht. 1977 wurde das Liquidationsgesetz des Altersrentengesetzes 1919 (Liquidatiewet Ouderdomswet 1919) erlassen, wodurch die Möglichkeit zum Abschluss einer freiwilligen Altersversicherung entfiel und die aktuellen VOV-Zinsen von 30 Gulden pro Monat abgekauft wurden, wovon werden 20 Prozent als Lohnsteuer abgezogen wurden. Schließlich 1977 wurde ein Gesetz erlassen, um die missbräuchliche Anwendung von Sozialgesetzen durch zu weit gefasste Bestimmungen zu verhindern. Dadurch wurde ermöglicht, zu Unrecht gezahlte Beträge zurückzufordern und die Arbeitsverweigerung von Arbeitslosen aufgrund unzumutbarer Forderungen zu begrenzen. Darüber hinaus werden die Antikumulationsbestimmungen verschärft.
Nach seinem Ausscheiden aus der Regierung war er zwischen 1978 und 1988 Mitglied des Aufsichtsrates der Versicherungsgesellschaft Concordia sowie zeitweise auch Mitglied des Aufsichtsrates der Katholischen Wirtschaftsschule Tilburg.

## Veröffentlichungen
- De KAB en het NKV in de maatschappelijke ontwikkeling van Nederland na 1945, 1993
- De groei van Groen. Twintig jaar ecologische politiek in West-Europa, 2001, ISBN 9-052-40631-6
- Mijn leven als vakbondsman en politicus, Autobiografie, posthum 2004, ISBN 978-9-056-25168-0